# Romerska kalendern

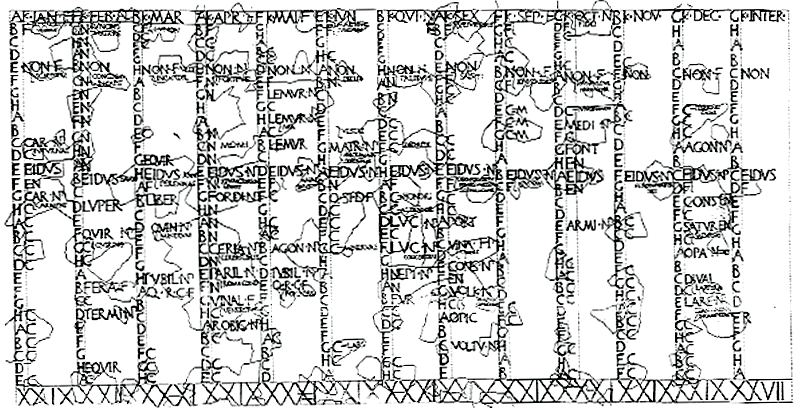
Romersk kalender

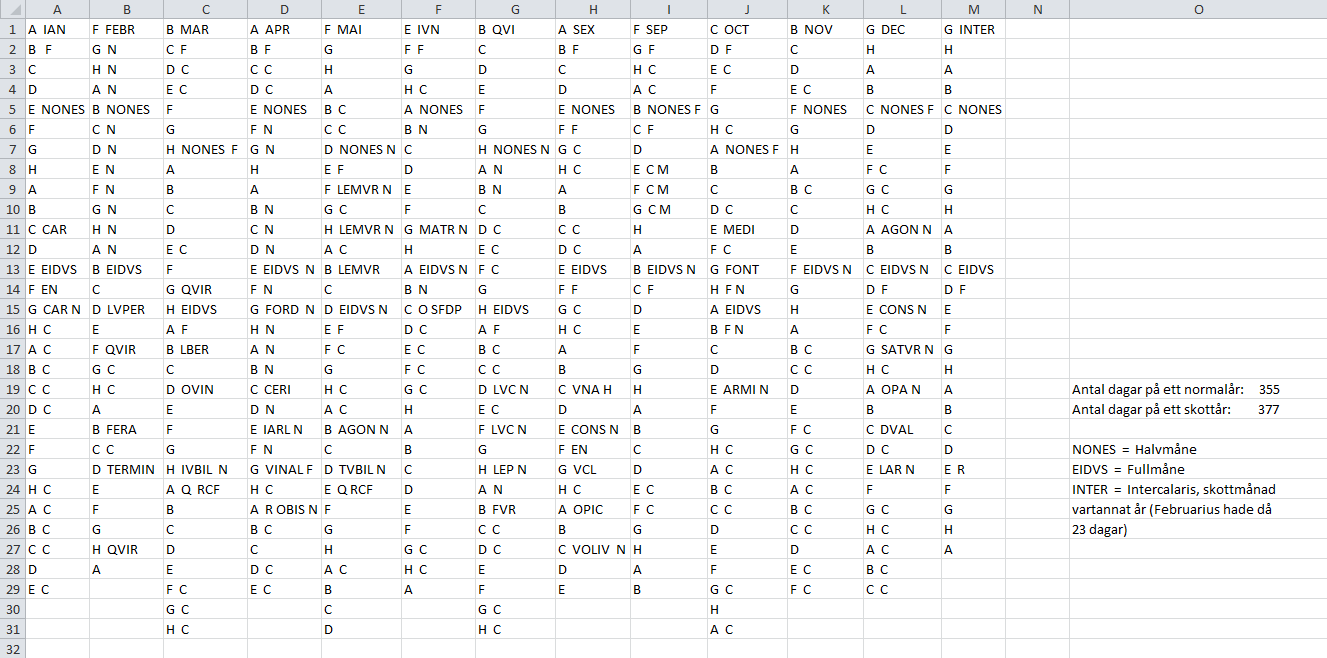
Andra Romerska kalendern

Den romerska kalendern var en lunisolarkalender. Den styrdes alltså av månen och solen. Den ersattes enligt påbud av Julius Caesar med den julianska kalendern år 46 f.Kr.

## Den första romerska kalendern
Den första romerska kalendern från 753 f.Kr. var uppdelad i följande tio (10) månader:
Martius - Mars var årets första månad. Mars var romarnas krigsgud, och man offrade djur till honom varje år under denna tid för att bringa tur i de krig som skulle komma under året.  
Aprilis - April har fått sitt namn efter två tänkbara ord. Antingen ordet "apricus", som betyder 'solig'. Eller ordet "aperire", som betyder 'öppna' (till exempel blom- och bladknoppar som slår ut). Aprilis var tillägnad Venus.
Maius - Maj. Markens och växternas gudinna hette Maia. När växtlighet och jordbruk tog fart på vårkanten, offrade man till henne för att få en god skörd. 
Iunius - Juni är gudinnan Junos månad.
Quintilis, den femte månaden. Fick sedermera namnet Juli efter Julius Caesar som var född denna månad.
Sextilis, den sjätte månaden. Fick sedermera namnet Augusti efter den förste romerske kejsaren Augustus. Namnet kommer från ordet "augere" (lat. öka) och översätts vanligen 'den lysande' eller 'den upphöjde'.
September är månad nummer sju, "septem" är latin och betyder 'sjunde'.
Oktober är månad nummer åtta, "octo" är latin och betyder 'åtta'.
November är månad nummer nio, "novem" är latin och betyder 'nionde'.
December är månad nummer tio, "decem" är latin och betyder 'tionde'.

## Den andra romerska kalendern
Att ha endast tio månader med totalt 304 dagar innebar att året blev 61 dagar för kort. Omkring 713 f.Kr. lades två månader till i slutet av kalendern av Numa Pompilius:
Ianuarius - Januari är guden Janus månad, en gud med två ansikten. Ett som ser framåt (framtiden) och ett som ser bakåt (historien). 
Februarius - Februari blev årets sista månad. Namnet kommer från ordet "februare", som betyder 'att rena'. Den 15 februari firade romarna en stor högtid för förlåtelse av synder. Februari var förlåtelsens, reningens och den nya börjans månad.  
Här har vi förklaringen till varför februari är den månad som får en extra dag under skottår. Det är helt logiskt att man lägger till en extra dag i slutet av årets sista månad. Då behöver man inte göra om hela kalendern.

## Månadens dagar
- Kalendae (Kalends) var månadens första dag. Den antas ha haft samband med nymånen. Lån och räntor förföll till betalning denna dag.
- Nonae (Nones) antas ursprungligen ha haft samband med halvmånen som inträffar på åttonde dagen efter månadens första dag.
- Idūs (Ides) var ursprungligen dagen för fullmåne. Romarna ansåg den som en lyckobådande dag.

När fixa dagar fastställdes så inträffade nones den sjunde dagen i mars, maj, juli och oktober och ides den femtonde.
Övriga månader inträffade nones den femte och ides på den trettonde dagen.